# Armorial des localités de Nógrád
Pour un article plus général, voir Armorial des localités de Hongrie.
 (août 2024).
Si vous disposez d'ouvrages ou d'articles de référence ou si vous connaissez des sites web de qualité traitant du thème abordé ici, merci de compléter l'article en donnant les références utiles à sa vérifiabilité et en les liant à la section « Notes et références ».
Cette page donne les armoiries (figures et blasonnements) des localités du comitat de Nógrád.
- Haut – A
- B
- C
- D
- E
- F
- G
- H
- I
- J
- K
- L
- M
- N
- O
- P
- Q
- R
- S
- T
- U
- V
- W
- X
- Y
- Z

## A
| Blason de Alsótold | Blason  |                                                  |
| Blason de Alsótold | Détails | Le statut officiel du blason reste à déterminer. |

## B
| Blason de Balassagyarmat | Blason  |                                                  |
| Blason de Balassagyarmat | Détails | Le statut officiel du blason reste à déterminer. |

| Blason de Bánk | Blason  |                                                  |
| Blason de Bánk | Détails | Le statut officiel du blason reste à déterminer. |

| Blason de Bátonyterenye | Blason  |                                                  |
| Blason de Bátonyterenye | Détails | Le statut officiel du blason reste à déterminer. |

| Blason de Becske | Blason  |                                                  |
| Blason de Becske | Détails | Le statut officiel du blason reste à déterminer. |

| Blason de Borsosberény | Blason  |                                                  |
| Blason de Borsosberény | Détails | Le statut officiel du blason reste à déterminer. |

| Blason de Buják | Blason  |                                                  |
| Blason de Buják | Détails | Le statut officiel du blason reste à déterminer. |

## C, Cs
| Blason de Cered | Blason  |                                                  |
| Blason de Cered | Détails | Le statut officiel du blason reste à déterminer. |

| Blason de Csécse | Blason  |                                                  |
| Blason de Csécse | Détails | Le statut officiel du blason reste à déterminer. |

| Blason de Cserháthaláp | Blason  |                                                  |
| Blason de Cserháthaláp | Détails | Le statut officiel du blason reste à déterminer. |

## D
| Blason de Dejtár | Blason  |                                                  |
| Blason de Dejtár | Détails | Le statut officiel du blason reste à déterminer. |

## H
| Blason de Hollókő | Blason  |                                                  |
| Blason de Hollókő | Détails | Le statut officiel du blason reste à déterminer. |

| Blason de Hont | Blason  |                                                  |
| Blason de Hont | Détails | Le statut officiel du blason reste à déterminer. |

| Blason de Horpács | Blason  |                                                  |
| Blason de Horpács | Détails | Le statut officiel du blason reste à déterminer. |

## J
| Blason de Jobbágyi | Blason  |                                                  |
| Blason de Jobbágyi | Détails | Le statut officiel du blason reste à déterminer. |

## M
| Blason de Mohora | Blason  |                                                  |
| Blason de Mohora | Détails | Le statut officiel du blason reste à déterminer. |

## P
| Blason de Pásztó | Blason  |                                                  |
| Blason de Pásztó | Détails | Le statut officiel du blason reste à déterminer. |

## S, Sz
| Blason de Salgótarján | Blason  |                                                  |
| Blason de Salgótarján | Détails | Le statut officiel du blason reste à déterminer. |

| Blason de Szécsény | Blason  |                                                  |
| Blason de Szécsény | Détails | Le statut officiel du blason reste à déterminer. |